# Артупа
Артупа (азерб. Artupa,тал. Artuba) — село в Санджарадинском административно-территориальном округе Астаринского района Азербайджана.

## Этимология
Название села происходит от талышских слов арт (перевал) и оба (населенный пункт), означает населенный пункт на горном перевале.

## История
Село Ардупа в 1913 году согласно административно-территориальному делению Бакинской губернии относилось к Рудакенарудскому сельскому обществу Ленкоранского уезда.
В 1926 году согласно административно-территориальному делению Азербайджанской ССР село относилось к дайре Астара Ленкоранского уезда.
После реформы административного деления и упразднения уездов в 1929 году был образован Санджарадинский сельсовет в Астаринском районе Азербайджанской ССР. На 1933 год в селе действовал колхоз «Кырмызы-Юлдыз».
Согласно административному делению 1961 и 1977 года село Артупа входило в Санджарадинский сельсовет Астаринского района Азербайджанской ССР.
В 1999 году в Азербайджане была проведена административная реформа и внутри Санджарадинского административно-территориального округа был учрежден Артупинский муниципалитет Астаринского района.

## География
Артупа расположена на берегу реки Кюлярия.
Село находится в 1 км от центра АТО Санджаради, в 9 км от райцентра Астара и в 273 км от Баку. Ближайшая железнодорожная станция — Астара.
Село находится на высоте 16 метров ниже уровня моря.

## Население
| Численность населения | Численность населения | Численность населения | Численность населения | Численность населения |
| 1886                  | 1933                  | 1976                  | 1999                  | 2009                  |
| --------------------- | --------------------- | --------------------- | --------------------- | --------------------- |
| 403                   | ↗762                  | ↗1347                 | ↗1652                 | ↗1996                 |

В 1886 году в селе проживало 403 человека, все — талыши, по вероисповеданию — мусульмане-шииты.
Население преимущественно занимается чаеводством, овощеводством, рисоводством, животноводством.

## Климат
| Показатель                    | Янв. | Фев. | Март | Апр. | Май  | Июнь | Июль | Авг. | Сен. | Окт. | Нояб. | Дек. | Год  |
| ----------------------------- | ---- | ---- | ---- | ---- | ---- | ---- | ---- | ---- | ---- | ---- | ----- | ---- | ---- |
| Средний суточный максимум, °C | 7,5  | 7,6  | 10,4 | 16,1 | 21,6 | 26,7 | 29,8 | 29,3 | 25,2 | 19,7 | 14,5  | 10,4 | 19,8 |
| Средняя температура, °C       | 4,8  | 4,8  | 7,5  | 12,7 | 17,9 | 22,6 | 25,2 | 24,9 | 21,5 | 16,5 | 11,2  | 7,2  | 14,7 |
| Средний суточный минимум, °C  | 2,1  | 2,1  | 4,6  | 9,4  | 14,2 | 18,5 | 20,7 | 20,5 | 17,9 | 13,3 | 8,0   | 4,1  | 9,6  |
| Норма осадков, мм             | 86   | 92   | 102  | 67   | 44   | 30   | 25   | 81   | 185  | 233  | 150   | 92   | 1187 |

Среднегодовая температура воздуха в селе составляет +14,7 °C. В селе средиземноморский климат.

## Инфраструктура
В советское время в селе располагались восьмилетняя школа, библиотека, медицинский пункт.
В селе расположены средняя школа, библиотека, дом культуры, медицинский пункт, мечеть, 2 рисовые мельницы.